# اوبرنبرگ ام‌این
اوبرنبرگ ام‌این (به آلمانی: Obernberg am Inn) یک منطقهٔ مسکونی در اتریش است که در ناحیه راید ایم اینکرایس واقع شده‌است. اوبرنبرگ ام‌این ۲ کیلومتر مربع مساحت دارد ۳۵۴ متر بالاتر از سطح دریا واقع شده‌است.